# Canosiner Keramik

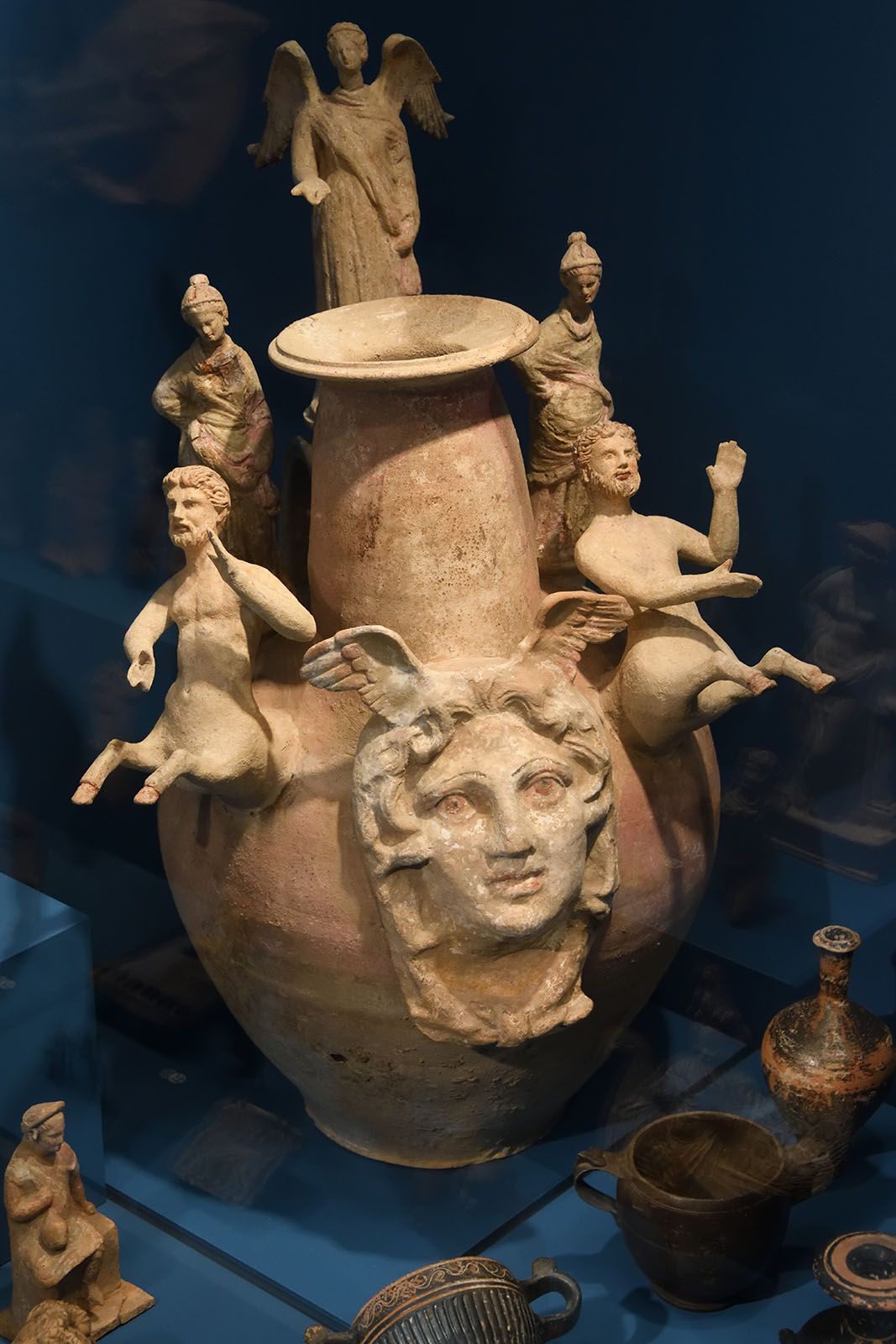
Canosiner Vase im Allard Pierson Museum

Die sogenannten Canosiner Vasen sind eine Gattung der Apulischen Vasenmalerei. Sie wurden zwischen 350 und 300 v. Chr. produziert. Sie waren wahrscheinlich ausschließlich für den sepulkralen Bereich gedacht.
Besonderes Merkmal der Canosiner Vasen sind die wasserlöslichen Farben. Die Bemalung auf weißem Grund wurde mit blauen, roten und rosafarbenen, gelben, hellvioletten und braunen Farbtönen ausgeführt. Besonders beliebt waren dazu Volutenkratere, Kantharoi, Oinochoen und Askoi. Gezeigt wurden häufig Frauenfiguren, die auf einem kleinen Podest stehend gemalt wurden. Zudem war das Dekor häufig mit plastischen geflügelten Köpfen, Gorgonen und ähnlichen Motiven versehen. Die Bilder zeigen oft Niken, Wagengespanne, Kampfszenen, Naiskosdarstellungen und weibliche Flügelgestalten. Daneben gibt es nicht wenige Vasen, die nur ornamental verziert wurden. Hauptfundorte waren Canusium (heute Canosa), wonach die Vasen auch benannt wurden, Arpi und Ordona.